# Slot Ried
Slot Ried (of Burcht Ried) (Duits: Schloss Ried, Italiaans: Castel Novale) is een slot gelegen in het Zuid-Tiroolse Ritten (Italië), aan het begin van het Sarntal. 

## Geschiedenis
Slot Ried is vermoedelijk rond het jaar 1200 gebouwd. In het midden van de 13e eeuw werd het slot uitgebreid met een woondeel, een dwingel en een kapel. Aan het einde van de 13e eeuw kwam het slot in handen van de familie Von Wangen. 
De in 1574 voor de Turken op de vlucht geslagen Woiwode van Walachije, Petre Şchiopul (ook wel Peter de Kreupele genoemd), kreeg Slot Ried door de stad Wenen toegewezen als toevluchtsoord.
In de middeleeuwen stroomde de rivier de Talfer rondom het slotmuren, tegenwoordig is de rivier zo'n 20 meter verderop gaan stromen.

### Heden
Vandaag de dag is Slot Ried privé-eigendom en is niet te bezichtigen. 

## Trivia
- Nabij het belangrijke Slot Runkelstein verbreedt het dal zich tot een klein bekken. Dit strategische punt verklaart waarom op deze plek Slot Ried gebouwd is.
- Ried is een van de weinige burchten in de regio die nooit werd veroverd.